# Espaço amostral
Em teoria das probabilidades, o espaço amostral ou espaço amostral universal, geralmente denotado S, E, Ω ou U (de "universo"), de um experimento aleatório é o conjunto de todos os resultados possíveis do experimento. Por exemplo, se o experimento é lançar uma moeda e verificar a face voltada para cima, o espaço amostral é o conjunto {\displaystyle \{cara,coroa\}}. Para o lançamento de um dado de seis faces, o espaço amostral é {\displaystyle \{1,2,3,4,5,6\}}. Qualquer subconjunto de um espaço amostral é comumente chamado um evento, enquanto subconjuntos de um espaço amostral contendo apenas um único elemento são chamados de eventos elementares ou eventos atômicos.
Para alguns tipos de experimentos, podem existir dois ou mais espaços amostrais possíveis plausíveis. Por exemplo, quando retirado uma carta de um baralho de 52 cartas, uma possibilidade poderia ser o valor dela (Ás até o Rei), enquanto outra poderia ser o naipe (copa, ouro, espada ou paus). Uma descrição completa dos resultados, entretanto, iria especificar ambas denominação e naipe, e um espaço amostral descrevendo cada carta individualmente pode ser construído através do produto cartesiano dos dois espaços amostrais citados.
Espaços amostrais aparecem naturalmente em uma introdução elementar a probabilidade, mas são também importantes em espaços de probabilidade. Um espaço de probabilidade (Ω, F, P) incorpora um espaço amostral de resultados, Ω, mas define um conjunto de eventos de interesse, a σ-algebra F, para o qual a medida de probabilidade P é definida.

## Cardinalidade
A cardinalidade do espaço amostral é o número total de elementos no conjunto. O espaço amostral pode ter cardinalidade finita ou infinita. Por exemplo, no caso do lançamento de um dado de seis faces, a cardinalidade do espaço amostral é 6. No caso da escolha de um entre todos números reais, a cardinalidade é infinita.
A cardinalidade de um conjunto {\displaystyle A} pode ser representada por {\displaystyle \#A}.